# Александр Лакассань
Александр Лакассань (фр. Alexandre Lacassagne; 17 серпня 1843, Каор, Франція — 24 вересня 1924, Ліон, Франція) — французький лікар, патологоанатом, токсиколог і криміналіст. Засновник французької школи судової медицини і кримінальної антропології з центром в Ліоні, яка конкурувала з італійською школою кримінології Чезаре Ломброзо.
Навчався у військовій школі в Страсбурзі, працював у військовому шпиталі Валь-де-Грас у Парижі. Пізніше отримав кафедру судової медицини в Ліонському університеті, був засновником журналу кримінальної антропології. Серед його помічників був в подальшому знаменитий вчений в галузі судово-медичної експертизи Едмон Локар.
Був піонером в області дослідження зразків крові та вогнепальних поранень, визначення видів зброї, що залишили поранення. Дав наукове пояснення утворення трупних плям.
Працював в області соціології і психології, кореляції цих дисциплін з кримінальною та девіантною поведінкою в криміналістиці. Вважав біологічну схильність індивідуалів та їх соціальне середовище важливими факторами в формуванні злочинної поведінки.
Прославився експертизами гучних кримінальних справ. Підтримав ініціативу створення колоній, виступав проти скасування смертної кари.